# Louis Lucemburský
Princ Louis Lucemburský (Louis Xavier Marie Guillaume; 3. srpen 1986, Lucemburk) je třetím synem lucemburského velkovévody Henriho a jeho ženy Marie Teresy. Jeho kmotry jsou jeho teta princezna Margaretha Lichtenštejnská a Xavier Sanz.
Princ má dva starší bratry Viléma a Félixe, mladší sestru Alexandru a mladšího bratra Sébastiena. Studoval v Lucembursku a ve Švýcarsku, v USA se účastnil leteckého výcviku.
Je kmotrem svého synovce, knížete Karla Lucemburského.

## Manželství a děti
Dne 29. září 2006 si Louis v kostele v Gilsdorfu vzal Tessy Antony. Po sňatku se princ Louis vzdal nároků na lucemburský trůn, o které přišly i všechny jeho současné a budoucí děti. Zůstal mu ale titul lucemburského prince a královské výsosti. V roce 2019 se manželé rozvedli.
Princ Louis a Tessy mají společně dvě děti:
- Gabriel Nasavský (* 12. března 2006)
- Noah Nasavský (* 27. října 2007)